# Lyman (Utah)
Pour les articles homonymes, voir Lyman (homonymie).
Lyman est une municipalité américaine située dans le comté de Wayne en Utah.
Lors du recensement de 2010, sa population est de 258 habitants. La municipalité s'étend alors sur une superficie de 1,88 mille carré (4,87 km2).
Lyman se trouve à quelques kilomètres à l'est de Loa, au pied de la montagne des Mille Lacs (en). La localité est fondée en 1876 sous le nom de Wilmouth puis d'East Loa. En 1893, elle est déplacée et renommée en l'honneur de Francis M. Lyman, apôtre de l'Église de Jésus-Christ des saints des derniers jours,.